# Station Machelen
Station Machelen is een voormalige spoorweghalte langs spoorlijn 27 (Brussel - Antwerpen) in de Vlaams-Brabantse gemeente Machelen.

## Geschiedenis
In 1934 werd de modernisering (o.a. elektrificatie) voltooid van spoorlijn 25. Het doel was dat de snelle, directe treinen spoorlijn 25 gingen gebruiken en dat trage stoptreinen spoorlijn 27 zouden gebruiken. Daarom werd de halte 'Haren-Noord' op lijn 25 in 1935 verplaatst naar de nieuwe lijn 27: het huidige station Machelen. Later werd op lijn 25 toch (ook) een halte gebouwd, deze keer onder de naam 'Buda'.
In 1976 kreeg het station de huidige naam en werden ook langs spoorlijn 26/1 perrons aangelegd voor het station Machelen. Deze halte werd bediend door de treinen van de voorstadslijn 26 tot in 1998. In het Oost-Vlaamse Machelen lag een gelijknamig station, daarom werd het station ook aangeduid als Machelen (Brabant).
De stopplaats werd (ondanks de sluiting voor regulier reizigersverkeer in 1993) sporadisch nog bediend toen Station Buda onbereikbaar was door de sluiting van de spoorlijn 25. Het station van Machelen ligt op wandelafstand van Buda.
Sinds 2010 waren er al plannen om het station van Machelen te heropenen en het station van het iets verder gelegen Buda te vervangen in het kader van Uplace (een groot winkelcentrum in Machelen op de grens met Vilvoorde) om zo het winkelcentrum beter te ontsluiten, maar in 2020 werd bekend dat het station van Machelen niet heropend zou worden aangezien de Raad van State het gewestelijk ruimtelijk uitvoeringsplan in 2017 vernietigde, daardoor werden alle ontwikkelingen in de reconversiezone in Machelen en Vilvoorde afgeschoten, dus ook het treinstation, ondertussen werd beslist om het nieuwe BROEKLIN (nieuwe naam voor Uplace) te ontwikkelen, maar in dat plan is er geen plaats meer voor een heropening van het Station Machelen en gaat het station van Vilvoorde de Mobiliteitstrekker van de regio worden, en blijft het station Buda open. 

## Galerij

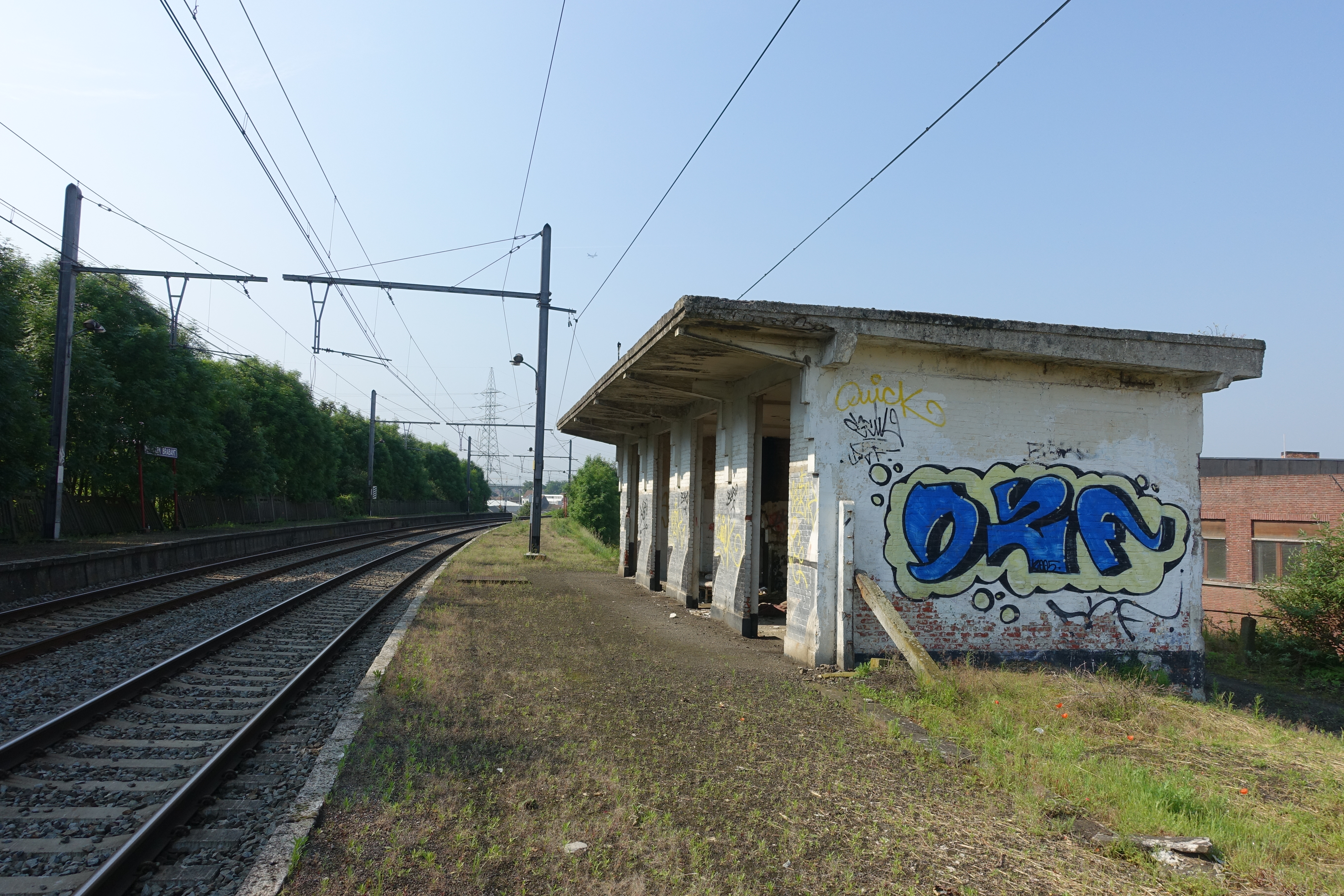
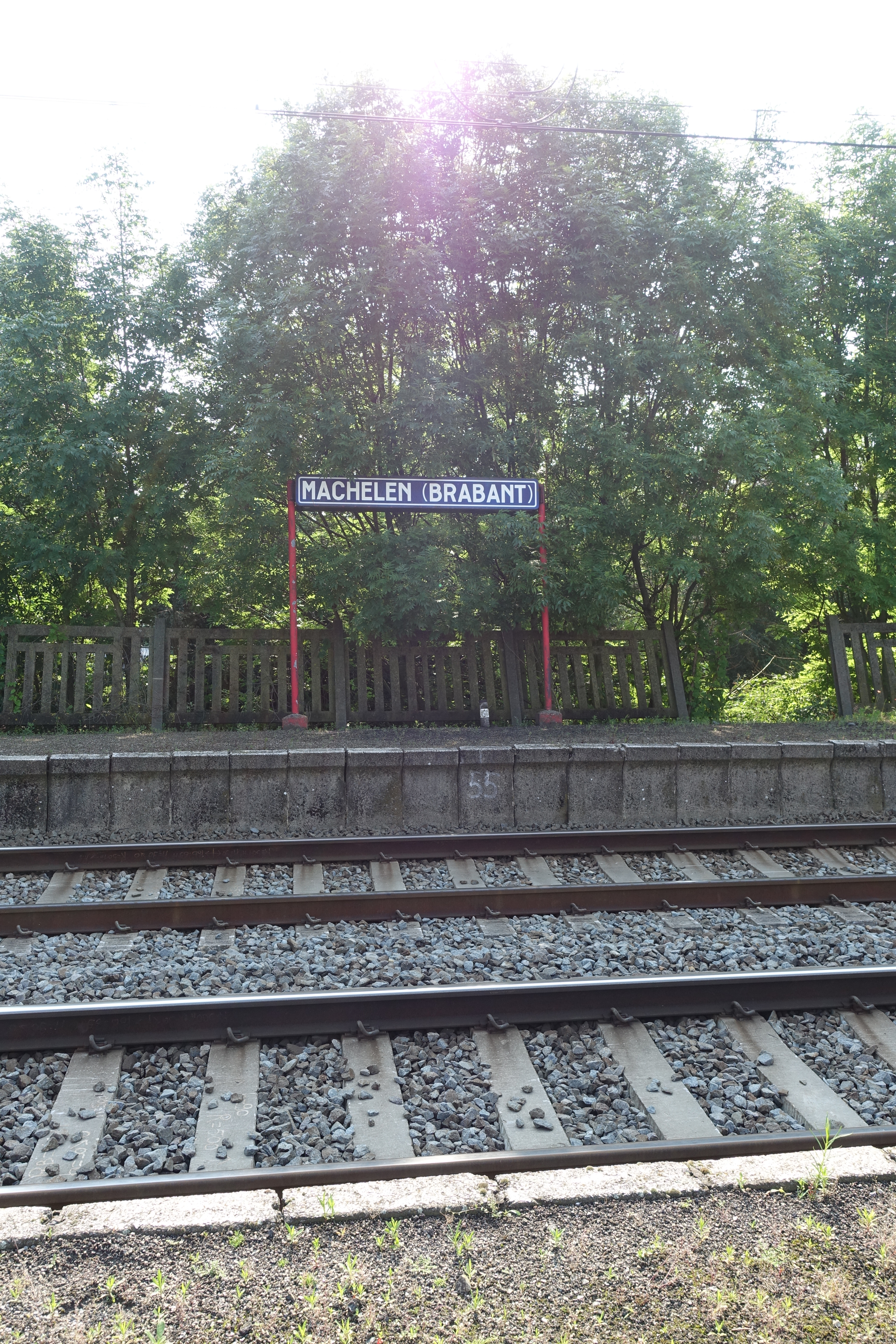
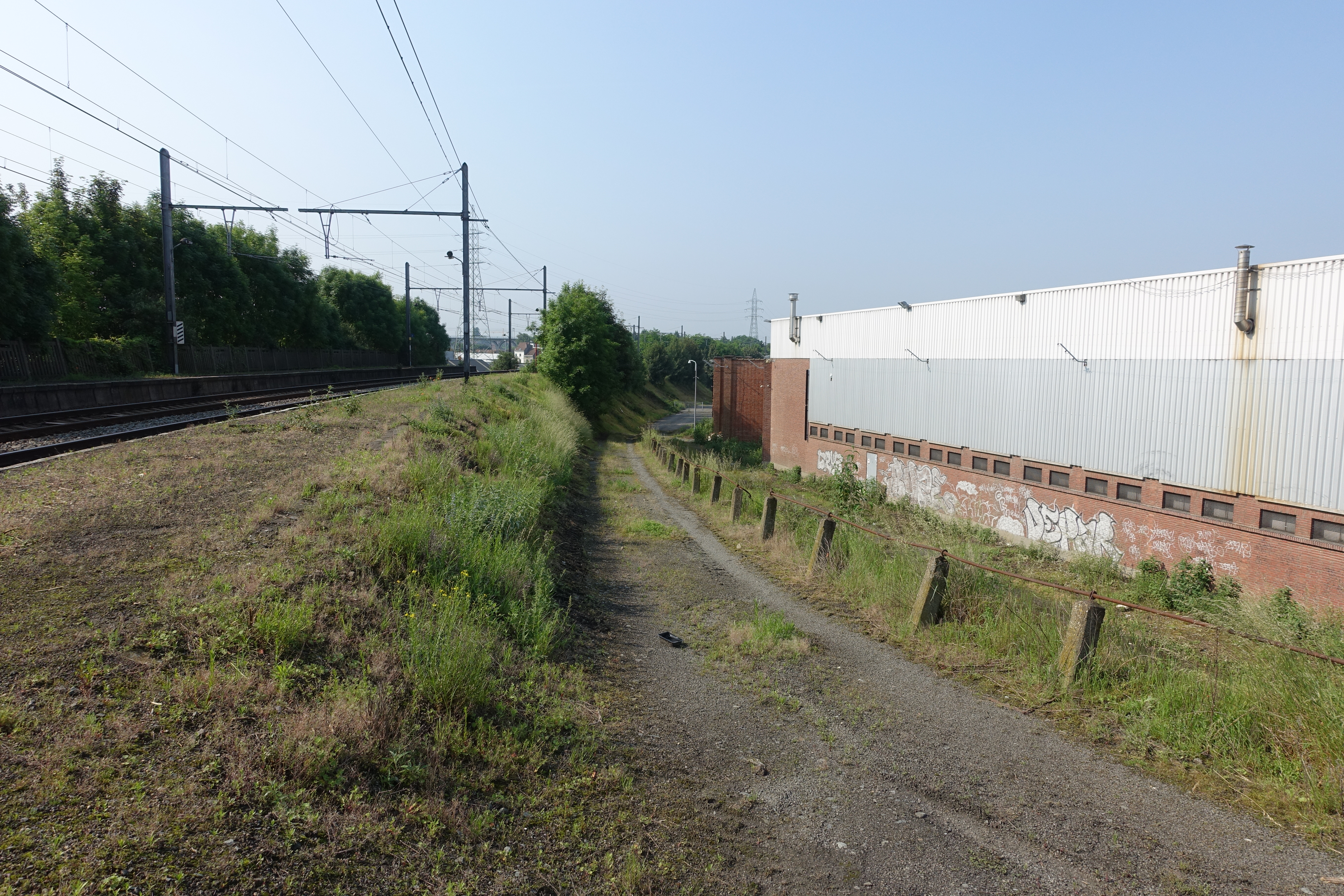
Toegang tot het station vanaf de Budasteenweg

## Reizigerstellingen
De grafiek en tabel geven het gemiddeld aantal instappende reizigers weer op een week-, zater- en zondag.
| Tabel: aantal instappende reizigers station Machelen | Tabel: aantal instappende reizigers station Machelen | Tabel: aantal instappende reizigers station Machelen | Tabel: aantal instappende reizigers station Machelen |
|                                                      | Weekdag                                              | Zaterdag                                             | Zondag                                               |
| ---------------------------------------------------- | ---------------------------------------------------- | ---------------------------------------------------- | ---------------------------------------------------- |
| 1977                                                 | 25                                                   | -                                                    | -                                                    |
| 1978                                                 | 22                                                   | -                                                    | -                                                    |
| 1979                                                 | 131                                                  | -                                                    | -                                                    |
| 1980                                                 | 100                                                  | -                                                    | -                                                    |
| 1981                                                 | 105                                                  | -                                                    | -                                                    |
| 1982                                                 | 79                                                   | -                                                    | -                                                    |
| 1983                                                 | 72                                                   | -                                                    | -                                                    |
| 1984                                                 | 32                                                   | -                                                    | -                                                    |
| 1985                                                 | 28                                                   | -                                                    | -                                                    |
| 1986                                                 | 47                                                   | -                                                    | -                                                    |
| 1987                                                 | 29                                                   | -                                                    | -                                                    |
| 1988                                                 | 19                                                   | -                                                    | -                                                    |
| 1989                                                 | 21                                                   | -                                                    | -                                                    |
| 1990                                                 | 14                                                   | -                                                    | -                                                    |
| 1991                                                 | 34                                                   | -                                                    | -                                                    |
| 1992                                                 | 14                                                   | -                                                    | -                                                    |

0,0: Brussel-Noord ·
2,4: Schaarbeek ·
7,2: Machelen ·
9,4: Vilvoorde ·
13,6: Eppegem ·
15,9: Weerde ·
19,5: Mechelen-Kanaal ·
20,4: Mechelen ·
22,0: Mechelen-Nekkerspoel ·
26,5: Sint-Katelijne-Waver ·
28,9: Duffel ·
33,8: Kontich-Lint ·
36,2: Hove ·
38,2: Mortsel-Liersesteenweg ·
39,8: Mortsel ·
41,8: Antwerpen-Berchem ·
43,8: Antwerpen-Centraal